# Apache (Lenkwaffe)
Die Apache ist ein in Frankreich entwickelter Marschflugkörper, der für die Bekämpfung von Start- und Landebahnen entwickelt wurde. Sie wurde von dem europäischen Rüstungshersteller MBDA produziert. Apache steht für Arme Propulsée A Charges Ejectables.

## Entwicklung
Die Apache entstand ab 1983 als Gemeinschaftsprojekt zwischen der französischen Matra und der deutschen Messerschmitt-Bölkow-Blohm. Ziel war es eine modulare Abstandswaffe zur Bekämpfung von stark verteidigten Zielen zu entwickeln. Im Rahmen dieses Projekts wurden verschiedene Konzepte mit Gleitbomben und angetriebenen Flugkörpern untersucht. Dabei einigte man sich auf einen kleinen Marschflugkörper. Während Frankreich diesen Marschflugkörper zur Bekämpfung von Flugplätzen einsetzten wollte, favorisierte Deutschland einen Marschflugkörper mit verschiedenen Zuladungsoptionen zur Bekämpfung unterschiedlicher Ziele. Mit dem Fall der Mauer änderten sich die Prioritäten, die nun auf der Bekämpfung von gepanzerten Punktzielen lagen. Nachdem man sich nicht auf einen gemeinsamen Entwurf einigen konnte, stieg Deutschland 1988 aus dem Projekt aus. Daraufhin wurde die Entwicklung von Frankreich allein weitergeführt. Deutschland entwickelte daraufhin das DWS (Dispenser Weapon System), das in die Entwicklung des Taurus mündete. Mit der Apache fanden im Jahr 1995 die erste Flugversuche statt und die ersten Flugkörper wurden 2001 den Französischen Luftstreitkräften übergeben. Ursprünglich wollte Frankreich 500 Apache beschaffen. Budgetkürzungen führten dazu, dass den Französischen Luftstreitkräften nur 100–150 Apache zugesprochen wurden, die bis zum Jahr 2004 ausgeliefert wurden. Basierend auf der Apache entwarf man die reichweitegesteigerten Marschflugkörper Apache-AI und Apache-MAW aus welchen später die SCALP entstand.

## Technik
Der Rumpf der Apache besteht aus Stahl, Aluminium und Kunststoffen und ist in drei Sektionen aufgeteilt: Hinter der Lenkwaffenspitze befinden sich das Navigationssystem und die Elektronik. Darin befinden sich das inertiale Navigationssystem, ein barometrischer Höhenmesser sowie das Millimeterwellenradar für das Prométhée-TERCOM-System von Thomson-CSF. Dahinter folgt ein Fach mit 2,2 m Länge für die 10 KRISS-Kleinbomben. Daran anschließend der Haupttreibstofftank für das Kerosin. Im Heck sind die Thermalbatterie, die Aktuatoren sowie das Steuersystem für die Steuerflächen untergebracht. Weiter ist dort das TRI 60-30-Turbojet von Microturbo platziert. Das Triebwerk entwickelt auf Seehöhe einen Schub von 5,4 kN. Auf der Unterseite des Flugkörperhecks ist der Lufteinlass platziert. Weiter befinden sich am Heck vier trapezförmige Steuerflächen, welche nach dem Abwurf ausgeklappt werden. Im mittleren Rumpfbereich sind oben zwei schlanke Tragflächen angebracht. Diese Flächen sind, während sich der Marschflugkörper am Startflugzeug befindet, oben an den Flugkörperrumpf angelegt. Sie entfalten sich erst nach dem Abwurf. Die Flugkörperoberfläche ist mit einer radarabsorbierenden Schutzschicht versehen. Damit beträgt der Radarquerschnitt der Apache rund 0,1 m².
Vor dem Start des Trägerflugzeuges müssen auf der Militärbasis im Navigationssystem der Apache die entsprechenden Zielkoordinaten sowie das nötige digitale Radar-Kartenmaterial gespeichert werden. Hat das Trägerflugzeug das Abwurfgebiet erreicht, werden im Navigationssystem der Apache die aktuelle Position und Flughöhe gespeichert. Danach erfolgt der Abwurf des Marschflugkörpers. Kurz nach dem Abwurf entfalten sich die Trag- und Steuerflächen und das Triebwerk startet. Dieses beschleunigt den Marschflugkörper auf die Marschfluggeschwindigkeit. Danach sinkt die Apache auf die Marschflughöhe. Der Marschflug erfolgt im Konturenflug in einer Flughöhe von rund 150 m. Dabei sorgt der Höhenmesser für den nötigen Sicherheitsabstand zwischen der Lenkwaffe und der Erdoberfläche. Die Lenkung während des Marschfluges erfolgt mit dem Trägheitsnavigationssystem. Dabei fliegt der Marschflugkörper auf seiner Flugroute nacheinander verschiedene Wegpunkte ab, die zur Kurskorrektur verwendet werden. Das Gebiet der Wegpunkte ist in Form einer digitalen Matrix im TERCOM-System gespeichert. Beim Überfliegen der Wegpunkte vermisst das TERCOM-System die zuvor eingespeicherten Höhenprofile des überflogenen Gebietes und vergleicht sie mit den eingespeicherten Höhenprofilen des Soll-Flugpfades. Durch eine Vergleichsrechnung mittels Kalman-Filtern zwischen Soll- und vermessener Position wird dann eine Kurskorrektur errechnet. Für den Zielanflug kommt wiederum TERCOM-System zur Anwendung und die Apache sinkt auf eine Flughöhe von 50 m. Beim Überfliegen der Höhenprofile des Zielgebiets wird der vorgegebene Ort für den Ausstoß der Kleinbomben identifiziert. Der Abwurf der KRISS-Kleinbomben erfolgt im Reihenwurf auf einer Länge von 300 oder 1.000 m. KRISS steht für Kill Runway Improved Sub System und basiert auf der BAP-100-Bombe. Nach dem Abwurf aus dem Marschflugkörper öffnet sich ein Fallschirm im Bombenheck. Die Kleinbombe wird nun abgebremst und senkt die Bombenspitze in Richtung Erdoberfläche. Dann zündet ein Raketentriebwerk im Bombenheck. Durch den steilen Aufschlagwinkel sowie der hohen kinetischen Energie kann die KRISS-Kleinbombe bis zu 40 cm Stahlbeton durchschlagen und detoniert zeitverzögert unter der Start- oder Landebahn. Weiter kann KRISS auch mit einem Langzeitzünder ausgerüstet werden, so dass die Kleinbombe erst mehrere Stunden nach dem Abwurf detoniert, um Instandsetzungsarbeiten im Zielgebiet zu behindern.

## Trägerflugzeuge
- Dassault Mirage 2000
- Dassault Rafale

## Verbreitung
- Frankreich

## Ähnliche Modelle
- AGM-154 Joint Standoff Weapon
- Storm Shadow
- Taurus